# Tratado de Cuenca
El Tratado de Cuenca fue firmado en Cuenca en agosto del año 1177 entre Alfonso VIII de Castilla y Alfonso II de Aragón.
Según los términos del acuerdo, ambos reyes confirmaron lo firmado en el Tratado de Sahagún, acordaron ayudarse mutuamente contra todos los cristianos y musulmanes excepto Fernando II de León. Se reconocían mutuamente sus posesiones sin exigirse nada.